# Prva Brizićeva jama
Prva Brizićeva jama este o arie protejată (sit de importanță comunitară — SCI) din Croația întinsă pe o suprafață de 0,78 ha, integral pe uscat.

## Localizare
Centrul sitului Prva Brizićeva jama este situat la coordonatele 45°31′44″N 14°29′20″E / 45.529°N 14.489°E.

## Înființare
Situl Prva Brizićeva jama a fost declarat sit de importanță comunitară în septembrie 2015 pentru a proteja 1 specie de animale.

## Biodiversitate
Situată în ecoregiunea alpină, aria protejată conține 1 habitat natural: Peșteri inaccesibile publicului.
La baza desemnării sitului se află o specie protejată de  nevertebrate: Leptodirus hochenwartii.